# 경남 고성군의 농어촌버스
경남 고성군의 농어촌버스는 경상남도 고성군의 버스를 중심으로 운행하는 대중교통 수단이다. 운영업체로는 고성버스가 유일하다.

## 요금
2016년 현재 기준 요금이다.
| 종류 | 나이                    | 현금 (원) | 카드 (원) |
| ---- | ----------------------- | --------- | --------- |
| 일반 | 어른 (만 19세 이상)     | 1250      | 1100      |
| 일반 | 청소년 (만 13세 ~ 18세) | 850       | 800       |
| 일반 | 어린이 (만 7세 ~ 12세)  | 600       | 550       |

- 2013년 7월 1일부터 교통카드를 이용해 버스를 승차할 수 있다.
- 읍내구간 및 기본구간은 일반요금기준 150원 기본구간 외 구간은 현금 요금 대비 10% 정률 할인된다.

선불식은 현재 티머니 계열 교통카드만 사용 가능하며 센스패스 카드의 경우 2016년 5월 13일 부로 카드사의 사정으로 사용 중단 조치되어 현재는 사용할 수 없다. 후불형은 국민, 농협, 신한, 롯데 등을 사용하여 결제가능하다.
- 10Km까지 기본 요금으로 이용할 수 있으며, 이 거리를 초과할 경우 1Km 마다 116.14원씩 추가되고 소수점이하는 절삭한다. 청소년은 20%, 어린이는 50% 할인된다.
- 고성읍 지역 내에서만 이용할 때는 기본 요금으로 이용할 수 있다.

## 경남 고성군 차적의 버스 노선

### 농어촌버스
| 방면            | 행선지 |
| --------------- | --- |
| 읍내선          | 곡용, 거운, 원산, 도산(통영시), 홍류, 매수, 학우사, 보건소, 대안, 한전, 면전, 독곡, 교동, 율촌, 외우산, 내우산 |
| 구만 방면       | 구만, 청광, 가천, 영산, 개천, 옥천사, 금곡, 낙동일주                                                           |
| 대가선          | 유흥, 장전, 송계, 신전, 법촌, 영현, 연화, 금곡, 세동, 관동, 암전, 양화                                         |
| 동해 일주       | 당동, 한내, 장기, 검포, 덕곡, 법동, 좌부천, 내신, 선동, 장항, 대구학포, 장좌, 큰가룡                           |
| 마암 방면       | 초선, 성전, 신리, 개천, 옥천사, 영산, 금곡, 당항포, 동촌, 산북, 전포, 삼덕, 남진                               |
| 삼산선          | 병산, 장지, 용효, 미룡, 삼봉, 하촌, 장백, 대포, 포교                                                           |
| 상리 방면       | 부포, 무선, 상리, 신촌, 고봉, 동산                                                                             |
| 하일, 하이 방면 | 공원묘지, 수양, 임포, 하일, 송천, 동화, 춘암, 용암포, 상족암, 덕명, 하이                                       |
| 한내선          | 한내, 당동, 황리, 안정, 외곡, 화당                                                                             |